# Otomen
Otomen (オトメン(乙男) er en japansk romantisk manga forfattet af manga-kunstneren Aya Kanno. Serierne har vist sig at være egnet for live aktion TV drama.

## Plot
Asuka Masamune er den farverige dreng på hans skole. Han træner judo og karate samt er leder af kendo-holdet i forbindelse med det nationale mesterskab. Han har en hemmelighed: De ting som han virkelig holder af er slik, fikse ting, madlavning, shōjo manga og syning. Han holder denne del af sit liv skjult fra enhver, lige indtil han en dag møder en pige, som hedder Ryo Miyakozuka, datter af en kampkunstudøver og arving til hans dojo.